# Klaus Schütz

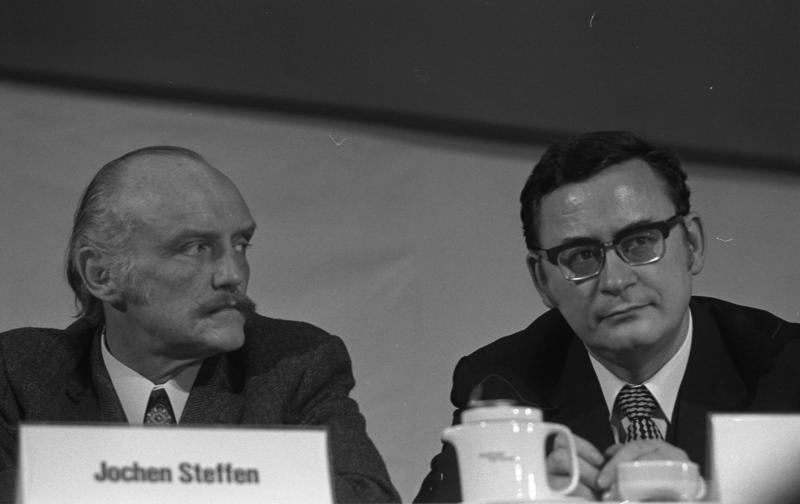
Klaus Schütz (rechts) und Jochen Steffen, 1973

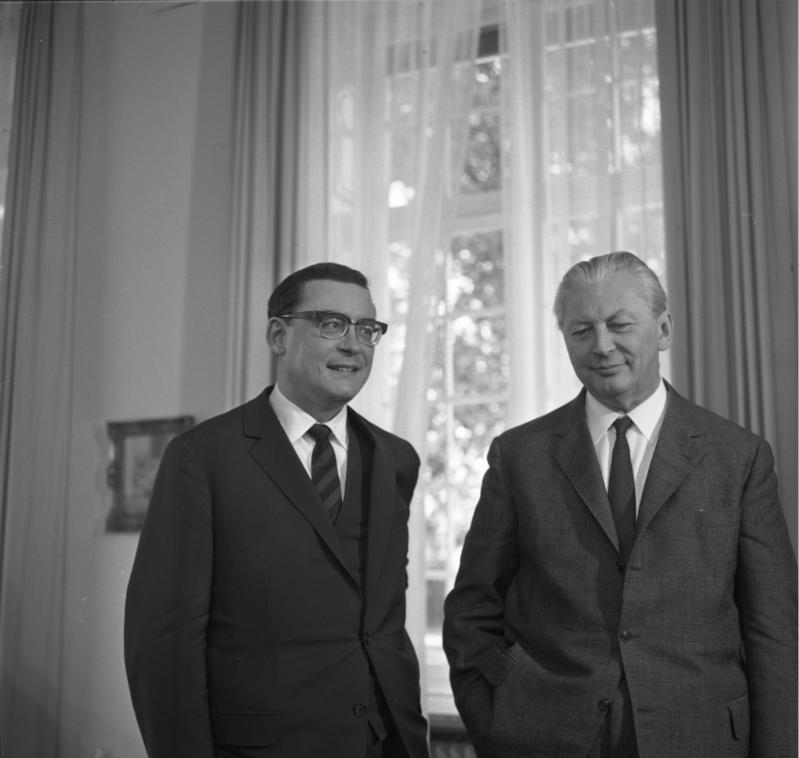
Klaus Schütz (links) wird von Bundeskanzler Kurt Georg Kiesinger empfangen, 1967

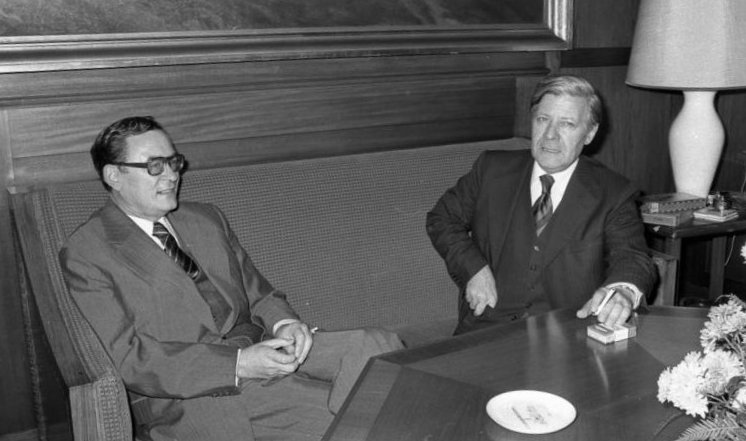
Schütz (links) mit Bundeskanzler Helmut Schmidt, 1976

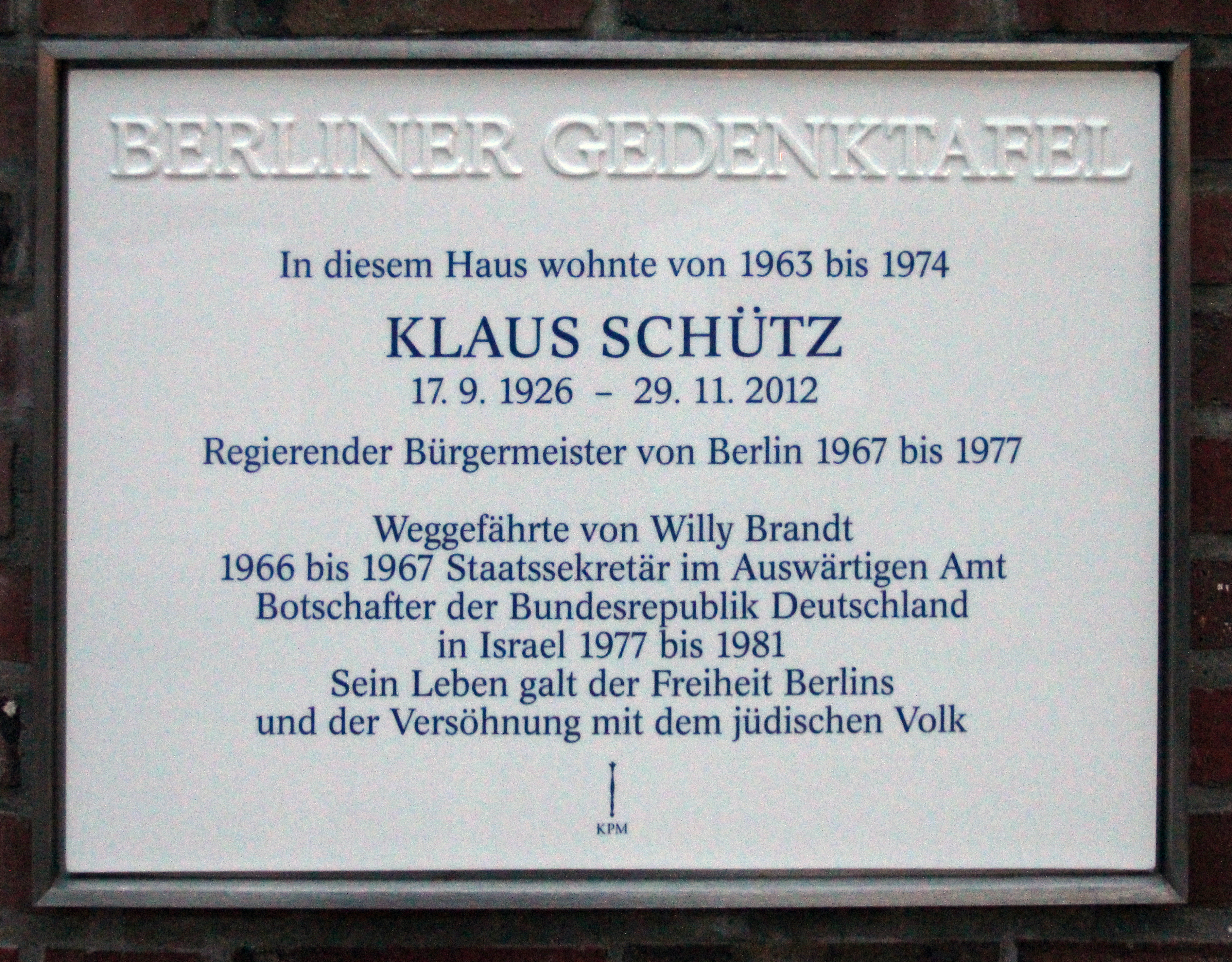
Berliner Gedenktafel am Haus, Johannisberger Straße 34, in Berlin-Wilmersdorf

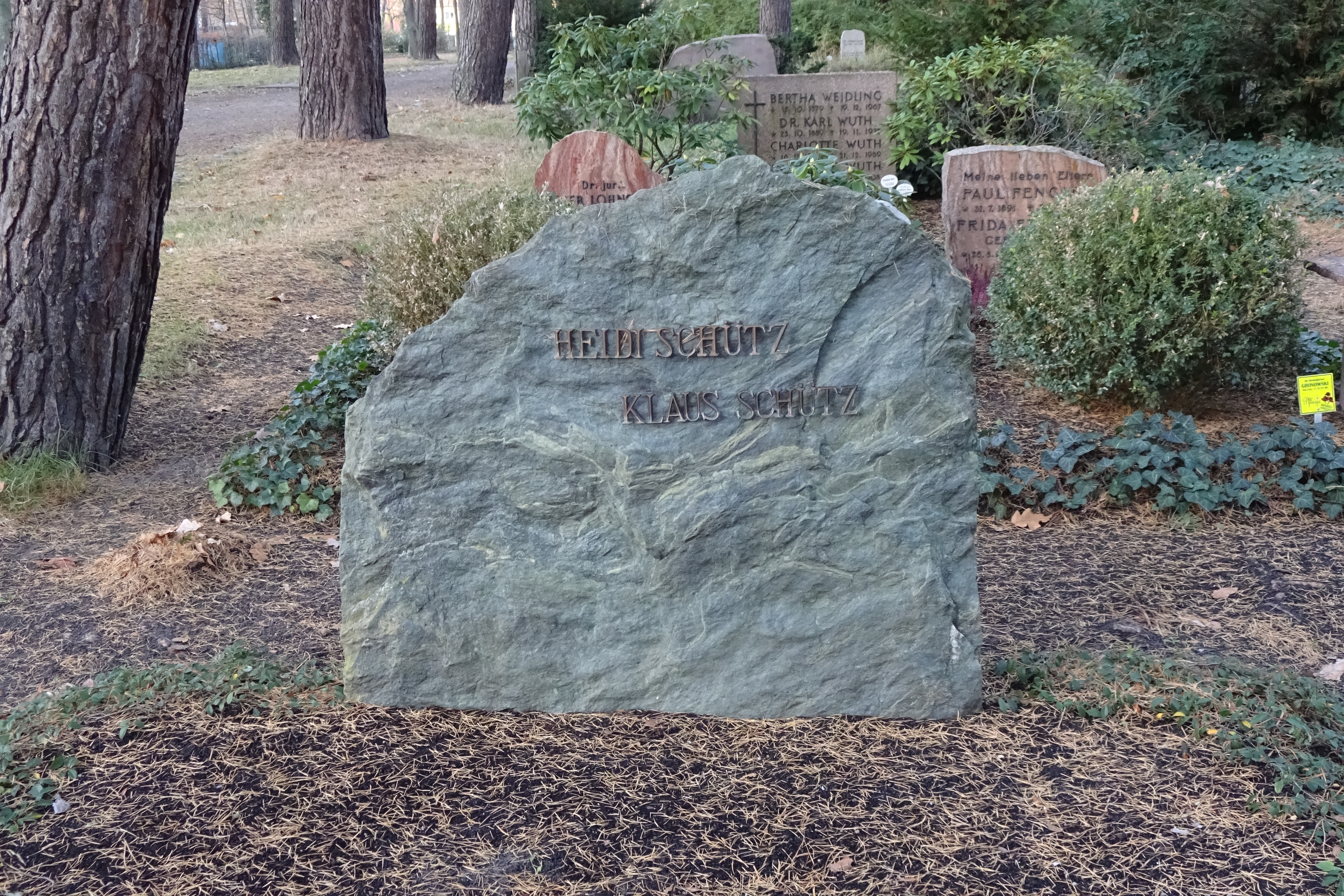
Ehrengrab der Stadt Berlin für Klaus Schütz auf dem Waldfriedhof Zehlendorf

Klaus Schütz (* 17. September 1926 in Heidelberg; † 29. November 2012 in Berlin) war ein deutscher Politiker (SPD). Vom 19. Oktober 1967 bis zum 2. Mai 1977 war er Regierender Bürgermeister von Berlin.

## Leben
Klaus Schütz wurde im Jahr 1945, kurz vor Ende des Zweiten Weltkriegs, als 18-Jähriger Soldat in Italien schwer verwundet. Sein rechter Arm war seither gelähmt.
Seine politische Laufbahn in der SPD begann nach dem Krieg auf dem äußersten linken Flügel. Er leitete eine trotzkistische Jugendgruppe im Berliner Bezirk Zehlendorf, die rätekommunistische Positionen in die SPD trug. 1949 ging er für einen Studienaufenthalt in die Vereinigten Staaten. Nach seiner Rückkehr nach Berlin wurde er Anhänger Willy Brandts. Aus den Staaten brachte er den Begriff Kanzlerkandidat mit – abgeleitet von der Präsidentschaftskandidatur Kennedys.
Schütz war von 1957 bis 1962 Mitglied des Deutschen Bundestags, von 1961 bis 1966 Senator für Bundesangelegenheiten und gleichzeitig Bevollmächtigter des Landes Berlin beim Bund. Schütz war vom 12. Dezember 1966 bis zum 27. Oktober 1967 beamteter Staatssekretär im Auswärtigen Amt. 1967 trat er die Nachfolge von Heinrich Albertz als Regierender Bürgermeister von Berlin an, der infolge der Erschießung des Studenten Benno Ohnesorg bei der Demonstration am 2. Juni 1967 in West-Berlin gegen den Schah von Persien zurückgetreten war. Vom 1. November 1967 bis zum 31. Oktober 1968 war Schütz Präsident des Bundesrats.
Der pragmatische Sozialdemokrat Schütz stand der Studentenbewegung und dem SDS ablehnend gegenüber, in den Augen der Neuen Linken verkörperte er in Berlin das verhasste „System“ und war daher ein besonderes Feindbild der Bewegung. Bei Demonstrationen skandierten protestierende Studenten: „Brecht dem Schütz die Gräten, alle Macht den Räten!“
Nachdem die SPD 1971 unter seiner Spitzenkandidatur noch die absolute Mehrheit verteidigen konnte (50,4 % der Stimmen), wurde die CDU 1975 erstmals stärkste Kraft (43,9 %) vor der SPD (42,6 %). Zusammen mit der FDP (7,1 %) reichte es allerdings für eine sozialliberale Koalition unter seiner Führung. Von 1975 bis 1977 war er Bevollmächtigter der Bundesrepublik Deutschland für kulturelle Angelegenheiten im Rahmen des Vertrags über die deutsch-französische Zusammenarbeit. Nach mehreren Finanzskandalen trat Schütz 1977 zurück, sein Nachfolger wurde der Senator für Bundesangelegenheiten Dietrich Stobbe.
Im Anschluss ging er als Botschafter der Bundesrepublik Deutschland für vier Jahre nach Israel. Von 1981 bis 1987 war er Intendant der Deutschen Welle in Köln, anschließend Direktor der Landesanstalt für Rundfunk in Nordrhein-Westfalen. Im März 1996 wurde Schütz ehrenamtlicher Präsident des Berliner Deutschen Roten Kreuzes und im Nachhinein Ehrenpräsident. Dabei war seine Arbeit nicht unumstritten, denn unter seiner Führung geriet der Berliner Landesverband in die Insolvenz. Letztlich trat Schütz trotz vorheriger vehementer Dementis von seinem Posten zurück und machte den Weg frei für einen Neuanfang.
Schütz heiratete im Jahr 1952 die Pfarrerstochter Adelheid (1924–2006). Nach Aufenthalten in Israel und Köln lebte er seit 1993 in Berlin-Wilmersdorf.
Rosa von Praunheim porträtierte Schütz kurz vor dessen Erkrankung im Rahmen der Filmreihe Rosas Welt (2012).
Klaus Schütz starb am 29. November 2012 nach kurzer schwerer Krankheit im Alter von 86 Jahren an einer Lungenentzündung im Kreis seiner Familie.

## Auszeichnungen
- 1972: Großes Verdienstkreuz der Bundesrepublik Deutschland
- 1975: Großes Verdienstkreuz mit Stern und Schulterband
- 1987: Ernst-Reuter-Plakette des Landes Berlin
- 2000: Stadtältester von Berlin
- 2006 wurde er mit dem Verdienstorden des Landes Berlin ausgezeichnet.
- Er erhielt die Ehrendoktorwürde der Universität Haifa.
- Die Marie-Juchacz-Plakette der Arbeiterwohlfahrt wurde ihm 1979 verliehen.
- Am 29. November 2014 wurde an seinem ehemaligen Wohnort, Berlin-Wilmersdorf, Johannisberger Straße 34, eine Berliner Gedenktafel enthüllt.
- Sein Grab auf dem Waldfriedhof Zehlendorf ist seit 2018 als Ehrengrab der Stadt Berlin gewidmet.

## Senate
- Senat Schütz I
- Senat Schütz II
- Senat Schütz III